# Lípa u kapličky v Obytcích
Lípa u kapličky v Obytcích je památný strom ve vsi Obytce, východně od Klatov. Lípa velkolistá (Tilia platyphyllos) roste na návrší u raně barokní kaple sv. Barbory ze 17. století, v nadmořské výšce 500 m, je přibližně 400 let stará. Původně rostla v páru, ale druhá z lip je již pokácena. Obvod jejího kmene měří 774 cm a koruna stromu dosahuje do výšky 40 m (měření 2009). V roce 2002 byly na řezné ráně v koruně nalezeny plodnice sírovce. Při šetření v roce 2004 byly v koruně zjištěny výrazné příznaky tracheomykózního onemocnění - malé listy, prosychání koncových větviček i vedlejších větví, prosychání asi 25 %. Koruna je jednostranná, ke kapličce užší, ještě za okapovou hranou koruny jsou patrny drobné povrchové kořeny. Koruna je vyvětvena vysoko, nasazení v 7 m, některé rány jsou zavaleny jen částečně, po jedné hlavní větvi je v úžlabí stará řezná rána. Lípa je ve výrazně zhoršeném zdravotním stavu. Doporučuje se na začátku vegetačního období ošetřit kyselinou boritou a rozšíření ochranného pásma nejméně na dvojnásobek i sejmutí tabule z kmene a její instalaci mimo strom. Lípa je chráněna od roku 1978 pro svůj vzrůst, jako krajinná dominanta a součást památky.

## Stromy v okolí
- Vracovská lípa
- Zdebořická lípa